# Callipseustes semifimbriata
Callipseustes semifimbriata là một loài bướm đêm trong họ Geometridae.